# Dwars door West-Vlaanderen
La Dwars door West-Vlaanderen-Johan Museeuw Classic è una corsa in linea maschile di ciclismo su strada che si disputa nella Provincia delle Fiandre Occidentali, in Belgio. Creata nel 2017 come evoluzione della Tre Giorni delle Fiandre Occidentali, appartiene al circuito UCI Europe Tour come gara di classe 1.1.
A causa della carenza di volontari per una gara di queste dimensioni, gli organizzatori hanno deciso di cancellare l'evento nel 2018.

## Albo d'oro
Aggiornato all'edizione 2018.
| Anno | Vincitore     | Secondo          | Terzo               |
| ---- | ------------- | ---------------- | ------------------- |
| 2017 | Jos van Emden | Silvan Dillier   | Lasse Norman Hansen |
| 2018 | Rémi Cavagna  | Florian Sénéchal | Frederik Frison     |

### Vittorie per nazione
Aggiornato all'edizione 2018.
| Pos. | Nazione     | Vittorie |
| ---- | ----------- | -------- |
| 1    | Francia     | 1        |
| 1    | Paesi Bassi | 1        |